# Mieko Kamiya
Mieko Kamiya (Okayama, 12 de enero de 1914 - 22 de octubre de 1979), fue una médica, psiquiatra y traductora japonesa. 

## Biografía
Hija de Fusako Maeda y Tamon Maeda, fue la segunda hija del matrimonio. Estudió en Escuela Internacional del Sagrado Corazón y luego medicina y psiquiatría en la Universidad Tsuda.
Trató a pacientes con lepra en el Sanatorio Nagashima Aiseien. Kamiya fue conocida por traducir libros de filosofía. Trabajó como doctora en medicina en el Departamento de Psiquiatría de la Universidad de Tokio después de la Segunda Guerra Mundial. 
Contrajo matrimonio con Noburo Kamiya y tuvo dos hijos: Ritsu Kamiya y Toru Kamiya.

Kamiya murió el 12 de octubre de 1979 a los 65 años, por enfermedad del corazón.

## Libros
Estos son algunos de sus libros traducidos.
- 1966, En el sentido de la vida
- 1965, Meditaciones
- 1958, Una historia de la psiquiatría médica
- 1969, Nacimiento de la clínica mental
- 1999, Diarios de un escritor
- 2003, Los poemas de Khalil Gibran